# Список керівників держав 720 року
Список керівників держав 719 року — 720 рік — Список керівників держав 721 року — Список керівників держав за роками

## Європа
- Аль-Андалус — валі Аль-Самх ібн-Малік аль-Хавлані (719—721)
- Астурія — король Пелайо (718–737)
- Британські острови:
  - Бріхейніог та Дівед — король Райн ап Кадуган (710–720), його змінив брат король Ауст ап Кадуган (720–735)
  - Вессекс — король Іне (688–726)
  - Галвідел — король Ютгуал ап Тутагуал (715–730)
  - Гвент — король Ітел III ап Морган (715–755)
  - Гвінед — король Ідвал ап Кадваладр (682–720), його змінив син король Родрі ап Ідвал (720–754)
  - Дал Ріада — король Селбах мак Ферхайр (700–723)
  - Думнонія — король Діфнвел ап Ітел (715–750)
  - Ессекс — король Селред (709–746)
  - Кент — король Вітред (692–725)
  - Мерсія — король Етельбальд (716–757)
  - Нортумбрія — король Осрік (718–729)
  - Королівство піктів — король Нехтон III (706–724, 726–729)
  - Королівство Повіс — король Елісед ап Гуілог (710–755)
  - Сейсіллуг — король Сейсілл ап Клідог (720–730)
  - Стратклайд (Альт Клуіт) — король Белі II (694–722)
  - Східна Англія — король Ельфвальд (713–749)
  - Гвікке — король Етельрік I (704–736)
- Венеціанська республіка — дож Марчело Теґальяно (717–726)
- Вестготське королівство — король Ардо (714–721)
- Візантійська імперія — імператор Лев III Ісавр (717–741)
  - Неаполітанський дукат — дука Феодор I (719–729)
  - Равеннський екзархат — екзарх Схоластик (713–726)
- Волзька Булгарія — хан Котраг (бл. 710 — бл. 765)
- Данія — король Онгенд (бл. 695–735)
- Домнонія — король Ріваллон II (692–720), його змінив король Даніель (720–749)
- Ірландія — верховний король Фергал мак Маеле Дуйн (710–722)
  - Айлех — король Фергал мак Маеле Дуйн (700–722)
  - Коннахт — король Індрехтах II (707–723)
  - Ленстер — король Аед II (715–727)
  - Манстер — король Етерскел (бл. 698–721)
  - Улад — король Аед Ройн (708–735)
- Королівство лангобардів — король Лютпранд (712–744)
  - Герцогство Беневентське — герцог Ромоальд II (706–732)
  - Герцогство Сполетське — герцог Фароальд II Сполетський (703–724)
  - Герцогство Фріульське — герцог Пеммо (706–739)
- Перше Болгарське царство — хан Тервел (700–721)
- Святий Престол — папа римський Григорій II (715–731)
- Сербія — жупан Ратимір (бл. 700 — бл. 730)
- Франкське королівство:
  - король Хільперік II (720–721)
  - мажордом Карл Мартел (718–741)
  - Аквітанія та Герцогство Васконія — герцог Едо Великий (бл. 688–735)
  - Баварія — герцог Грімоальд (716–725)
  - Тюрингія — герцог Хеден II (689 — бл. 741)
- Фризія — король Поппо (719–734)
- Хозарський каганат — каган Ібузір Главан (688/690—730)
- Швеція — конунг Харальд Бойовий Зуб (бл. 705 — бл. 750)

## Азія
- Абазгія — князь Феодор (бл. 710 — бл. 730)
- Диньяваді (династія Сур'я) — раджа Сур'я Кеті (714–723)
- Індія:
  - Бадамі— Західні Чалук'я — махараджахіраджа Віджаядітья Сат'яшрая (696–733)
  - Венгі— Східні Чалук'я — махараджа Вішнувардхана III (719–755)
  - Західні Ганги — магараджа Швімара I (679–726)
  - Камарупа — цар Віджая (670–725)
  - Кашмір — махараджа Тарапіда (бл. 719 — бл. 723)
  - Династія Паллавів  — махараджахіраджа Нарасімха-варман II (695–722)
  - Держава Пандья — раджа Кочадайан Ранадхіран (710–735)
  - Раджарата — раджа Манаванна (691–726)
- Картлі — ерісмтавар Гурам III (693–748)
- Кахетія — князь Стефаноз II (684–736)
- Китай:
  - Бохай — ван Да Уі (У-ван) (719–737)
  - Наньчжао — ван Мен Шенлопі (Вейчен-ван) (712–728)
  - Династія Тан — імператор Сюань-цзун (Лі Лундзі) (712–756)
- Корея:
  - Сілла — ван Сондок Великий (702–737)
- Омеядський халіфат — халіф Умар ібн Абдул-Азіз (717–720), його змінив халіф Язід II ібн Абдул-Малік (720–724)
- Паган — король Мінгівей (716–726)
- Персія:
  - Гілян (династія Дабюїдів) — іспахбад Фарукхан Великий (676–728)
  - Табаристан (династія Баванді) — іспахбад Сорхаб I (680–728)
- Королівство Сунда — король Тарусбава (669–723)
- Східно-тюркський каганат — каган Більге-хан Богю (716–734)
- Тао-Кларджеті — князь Нерсе (705–742)
- Тибетська імперія — Меагцом (704—755)
- Тюргешський каганат — каган Сулук Великий (716–738)
- Чампа — князь Вікрантаварман II (бл. 686 — бл. 731)
- Ченла — король Пушкаракша (716–730)
- Імперія Шривіджая — махараджа Індраварман (702–728)
- Японія — імператриця Ґенсьо (715–724)

## Африка
- Іфрикія — намісник Ісмаїл ібн Абд Алла (718–720), його змінив намісник Язід ібн Абі Муслім (720–721)
- Макурія — цар Кіріак I (бл. 710 — бл. 738)
- Некор — емір Саліх I ібн Мансур (710–749)

## Північна Америка
- Цивілізація Мая:
  - Баакульське царство — К'ініч-К'ан-Хой-Читам II (702—721)
  - Дос-Пілас — цар Іцамнаах К'авіль (692–726)
  - Канульське царство — священний владика Йукно'м Ток’ К'авіїль (бл. 702 — бл. 731)
  - Копан — цар Вашаклахуун-Уб'аах-К'авіїль (695–738)
  - Тікаль — цар Хасав-Чан-Кавіль I (682–734)
  - Яшчилан — божественний цар Іцамнах-Балам III (681–742)